# Татарский шрифт Брайля
Татарский шрифт Брайля — разновидность шрифта Брайля для татарского языка, созданная на основе русского шрифта Брайля с дополнительными комбинациями точек, соответствующими некоторым буквам татарского алфавита.
Автором шрифта Брайля для татарского алфавита является незрячий писатель, журналист, просветитель и общественный деятель Шариф Калимуллович Еникеев. Указом  Президиума Верховного Совета Татарской АССР от 1 декабря 1939 года этот шрифт утверждён в качестве официального для издания брайлевской литературы на татарском языке.

## Алфавит
От русского шрифта Брайля татарский отличается наличием комбинаций, соответствующих буквам ә, җ, ң, һ, ө, ү. Эти комбинации не имеют никакого отношения к уникальным буквам других кириллических алфавитов, несмотря на возможные совпадения, а также не соответствуют полностью международной латинице.
| Буква        | А а | Ә ә | Б б | В в | Г г | Д д | Е е | Ё ё | Ж ж | Җ җ | З з | И и | Й й |
| ------------ | --- | --- | --- | --- | --- | --- | --- | --- | --- | --- | --- | --- | --- |
| Шрифт Брайля |     |     |     |     |     |     |     |     |     |     |     |     |     |
| Буква        | К к | Л л | М м | Н н | Ң ң | О о | Ө ө | П п | Р р | С с | Т т | У у | Ү ү |
| Шрифт Брайля |     |     |     |     |     |     |     |     |     |     |     |     |     |
| Буква        | Ф ф | Х х | Һ һ | Ц ц | Ч ч | Ш ш | Щ щ | Ъ ъ | Ы ы | Ь ь | Э э | Ю ю | Я я |
| Шрифт Брайля |     |     |     |     |     |     |     |     |     |     |     |     |     |

## Пунктуация

### Одинарная
| Знак         | , | . | ? | ! | ; | : |
| ------------ | - | - | - | - | - | - |
| Шрифт Брайля |   |   |   |   |   |   |

### Парные знаки
| Знак         | « ...... » | ( ...... ) |
| Шрифт Брайля |            |            |

## Шрифт
| Курсив | Заглавная буква | Число |
| ------ | --------------- | ----- |
|        |                 |       |